# Siegfried Bronnert
Siegfried Bronnert (* 6. September 1944 in Burgwedel) ist ein ehemaliger deutscher Fußballspieler, der als Angreifer mehrere Bundesligaspiele für Eintracht Frankfurt absolvierte und mit dem VfB Lübeck sowie dem FC St. Pauli an der Bundesliga-Aufstiegsrunde teilnahm.

## Karriere
Über die Stationen TSV Wettmar, TuS Altwarmbüchen und TuS Celle, kam der gelernte Mechaniker Bronnert, der während dieser Zeit in die Amateurauswahl Niedersachsens berufen wurde, zur Saison 1965/66 zum FC St. Pauli, mit dem er Meister der Regionalliga Nord wurde und an der Aufstiegsrunde zur Bundesliga teilnehmen konnte. Beim 3:2-Sieg über den 1. FC Saarbrücken erzielte er dabei das Anschlusstor zum 1:2, was dabei half das Spiel zu drehen. Der FC St. Pauli verpasste anschließend den Aufstieg in die Bundesliga nur knapp wegen des schlechteren Torquotienten gegenüber Rot-Weiss Essen.
In der anschließenden Saison wechselte Bronnert zur SG Eintracht Frankfurt, für die er in zwei Jahren insgesamt 24 Bundesligaspiele absolvierte und dabei 12 Tore erzielte. Zudem kam Bronnert auf mehrere Einsätze in internationalen Wettbewerben, wie zum Beispiel 1966/67 gegen Nottingham Forest oder den Spielen gegen Hvidovre IF in der Vorsaison, in denen er darüber hinaus zwei Tore erzielen konnte. Die erfolgreichsten Spiele seiner Zeit beim Bundesligisten waren die Siege über den 1. FC Köln und Schalke 04 im Jahr 1966, in denen er jeweils 3 Tore erzielte. Beim Spiel gegen Schalke 04 gelang ihm dies zudem innerhalb einer Halbzeit.
Nachdem er in der Saison 1967/68 auf nur noch wenige Bundesligaspiele gekommen war, wechselte er zurück in die Regionalliga Nord, diesmal für eine Ablösesumme von 55.000 Mark zum VfB Lübeck, der zu dieser Saison von seinem früheren Trainer beim FC St. Pauli Kurt Krause trainiert wurde. Bronnert galt als einer der wichtigsten und bekanntesten Spieler der Mannschaft und trug mit seinen Toren zum größten Erfolg des VfB bei, der Teilnahme an der Bundesliga-Aufstiegsrunde. Hier erzielte Bronnert zwar erneut ein Tor, das allerdings nicht dabei half, das deutliche Scheitern des VfB zu verhindern. "Siggi" Bronnert spielte noch bis zur Saison 1972/73 beim VfB Lübeck, bis er in der Winterpause aufgrund ausbleibender Gehaltszahlungen zurück zum FC St. Pauli ging.
Mit dem FC St. Pauli nahm Bronnert 1972/73 erneut an der Aufstiegsrunde zur Bundesliga teil, konnte dort aber kein Tor erzielen. 1973/74 spielte er mit Göttingen 05 in der Regionalliga Nord, wobei der Verein in dieser Spielzeit die Qualifikation zur 2. Bundesliga schaffte. Anschließend ging er zum KSV Baunatal, mit dem er 1975/76 in die 2. Bundesliga Süd aufsteigen konnte. In der Saison 1976/77 war Bronnert in seiner Mannschaft mit 11 Toren der zweitbeste Torschütze, in der darauf folgenden Saison erzielte er in 24 Einsätzen hingegen nur noch ein Tor, 1978 beendete Bronnert seine Karriere beim VfR Osterode 08.

## Erfolge
- IFC-Sieger 1967
- Meister der zweitklassigen Regionalliga Nord (1966, 1973)